# Allogalumna exigua
Allogalumna exigua är en kvalsterart som beskrevs av Popp 1960. Allogalumna exigua ingår i släktet Allogalumna och familjen Galumnidae. Inga underarter finns listade i Catalogue of Life.